# Toru Kamikava
Toru Kamikava (上川徹, Toru Kamikawa, Kagoshima, 8. lipnja 1963.) japanski je nogometni sudac.
U osmogodišnjoj međunarodnoj karijeri taj je profesionalni sudac prošao dosta toga. Jedan je od dva najbolja azijska suca. Pred svojim sunarodnjacima sudio je četiri utakmice na Svjetskom nogometnom prvenstvu 2002. godine. Između ostaloga i Brazilu te Engleskoj, što smatra vrhuncem karijere. Više je puta bio na SP-ima mlađih kategorija. Sudio je finalni dvoboj posljednjeg klupskog SP-a između Sao Paula i Liverpoola. Redoviti je sudionik azijskih prvenstava.